# Loredana Rehekampff
Loredana Rehekampff ist eine österreichische Filmproduzentin und gesellschaftende Geschäftsführerin der Samsara Filmproduktion.

## Leben
Loredana Rehekampff, geboren in Timișoara, Rumänien und aufgewachsen in Deutschland, studierte an der Universität zu Köln Medienwissenschaften und Medienmanagement mit Diplomabschluss. Nach beruflichen Stationen, u. a. bei X Filme Creative Pool, Studio Babelsberg, Herbstfilm und Dor Film Köln, zog sie 2010 nach Wien und arbeitete bis 2013 in der Produktion an diversen Filmen und Serien.
Von 2013 bis 2014 war sie Film- und Serien-Redakteurin beim Österreichischen Rundfunk und danach Producerin bei der Aichholzer Filmproduktion. Von 2017 bis 2023 fungiert sie auch als Consulting Producer bei dem Animationsstudio arx anima.
Loredana Rehekampff ist EAVE- und ProPro-Absolventin, Eurimage und Creative-Media Expertin, Beiratsmitglied des Filmfestivals Kitzbühel und war von 2017 bis 2020 in der Kommission des Österreichischen Filminstitutes.
Gemeinsam mit Andreas Schmied gründete sie Ende 2017 die Samsara Filmproduktion. Die Firma konzertiert sich auf publikumsaffine Projekte und internationale Genre Filme. Für Rubikon hat sie sowohl auf dem Filmfestival Kitzbühel 2022, als auch auf der Diagonale 2023 den Preis für die beste Produktion erhalten. Für den Film  Klammer – Chasing the Line erhielt sie 2022 die Romy für die beste Produktion.
Pulled Pork mit Pizzera & Jaus kam 2023 in die Kinos und war ein Publikumshit. Im 2025 begannen die Dreharbeiten zum Sequel Neo Nuggets, der von der Constantin Film Österreich am 16. Oktober 2025 in die Kinos gebracht wird.

## Filmografie (Auswahl)
- 2021: Klammer – Chasing the Line
- 2022: Rubikon
- 2023: Pulled Pork
- 2023: Mandy und die Mächte des Bösen (Fernsehserie)
- 2024: Never Alone (Ei koskaan yksin)
- 2025: Lasser Ermittelt
- 2025: Neo Nuggets[12]